# San Cipriano de Vallalta
San Cipriano de Vallalta (oficialmente en catalán: Sant Cebrià de Vallalta) es un municipio español de la provincia de Barcelona, situado en el interior de la comarca del Maresme.

## Historia

Situación de San Cipriano de Vallalta en la comarca de Maresme

En la cripta del pueblo están los sepulcros de la familia de marqueses de Montsolís o Mansolí, que tiene una casa solariega en San Cipriano. El origen del lugar data en el año 1019, que se cita la iglesia en un documento. Más adelante, el año 1079, se vuelve a citar, pero esta vez ya incluye el 'de Valle Alta'. La jurisdicción del municipio ya pertenecía desde el principio al castillo de Montpalau. Hace falta decir que la iglesia de San Pol fue sufragánea de la de San Cipriano hasta el año 1574.

## Demografía
San Cipriano de Vallalta cuenta con una población de 3828 habitantes (INE 2024).
| Gráfica de evolución demográfica de San Cipriano de Vallalta entre 1842 y 2021 |
| |
| Población de derecho según los censos de población del INE. Población de hecho según los censos de población del INE.En este censo se denominaba San Ciprian de Vellalta: 1842. En estos censos se denominaba San Cipriano de Vallalta: 1857, 1860, 1877, 1887, 1897, 1900, 1910, 1920, 1930, 1940, 1950, 1960, 1970 y 1981. |

| 1900 | 1930 | 1950 | 1970 | 1981 | 1986 |
| ---- | ---- | ---- | ---- | ---- | ---- |
| 429  | 368  | 381  | 537  | 614  | 706  |

## Curiosidades
Entre los edificios más destacados se encuentra la masía de Cal Coris, cerca de la iglesia, con tres magníficos ventanales renacentistas. Hay otras masías muchas de las cuales están abandonadas; urbanizaciones que han surgido más tarde -todo y el carácter de parque natural de la zona- como la de Vistamar, Can Palau o la de Castellar d'Indies.